# Pustertalspoorlijn

De Pustertalspoorlijn (Italiaans: Ferrovia della Val Pusteria, Duits: Pustertalbahn) is in  Zuid-Tirol een in 1871 geopende spoorlijn op normaalspoor in het Pustertal tussen Franzensfeste en Innichen. De route splitst zich af van de Brennerspoorlijn in Franzensfeste en leidt via Bruneck en Toblach naar Innichen, waar ze overloopt in de Drautalspoorlijn.
vanaf Brennerspoorlijn
- Fortezza-Franzensfeste
- Aica-Aicha
- Rio di Pusteria Mühlbach
- Vandoies-Vintl
- Casteldarne-Ehrenburg
- San-Lorenzo Sankt-Lorenzen
- Brunico-Bruneck
- Brunico Nord Bruneck Nord
- Perca-Plan de Corones Percha-Kronplatz
- Valdaora-Anterselva Olang-Antholz
- Monguelfo-Casies Welsberg-Gsies
- Villabassa-Braies Niederdorf-Prags
- Dobbiaco-Toblach
- San Candido-Innichen

naar Drautalspoorlijn
- Versciaco-Elmo Vierschach-Helm
  - grens Zuid-Tirol (Italië) - Oost-Tirol (Oostenrijk)